# Groß Düben
Groß Düben, obersorbisch Dźěwinⓘ, ist eine Gemeinde im Landkreis Görlitz im Freistaat Sachsen. Sie gehört zur Verwaltungsgemeinschaft Schleife und zählt zum amtlichen sorbischen Siedlungsgebiet in der Oberlausitz.

## Geographie

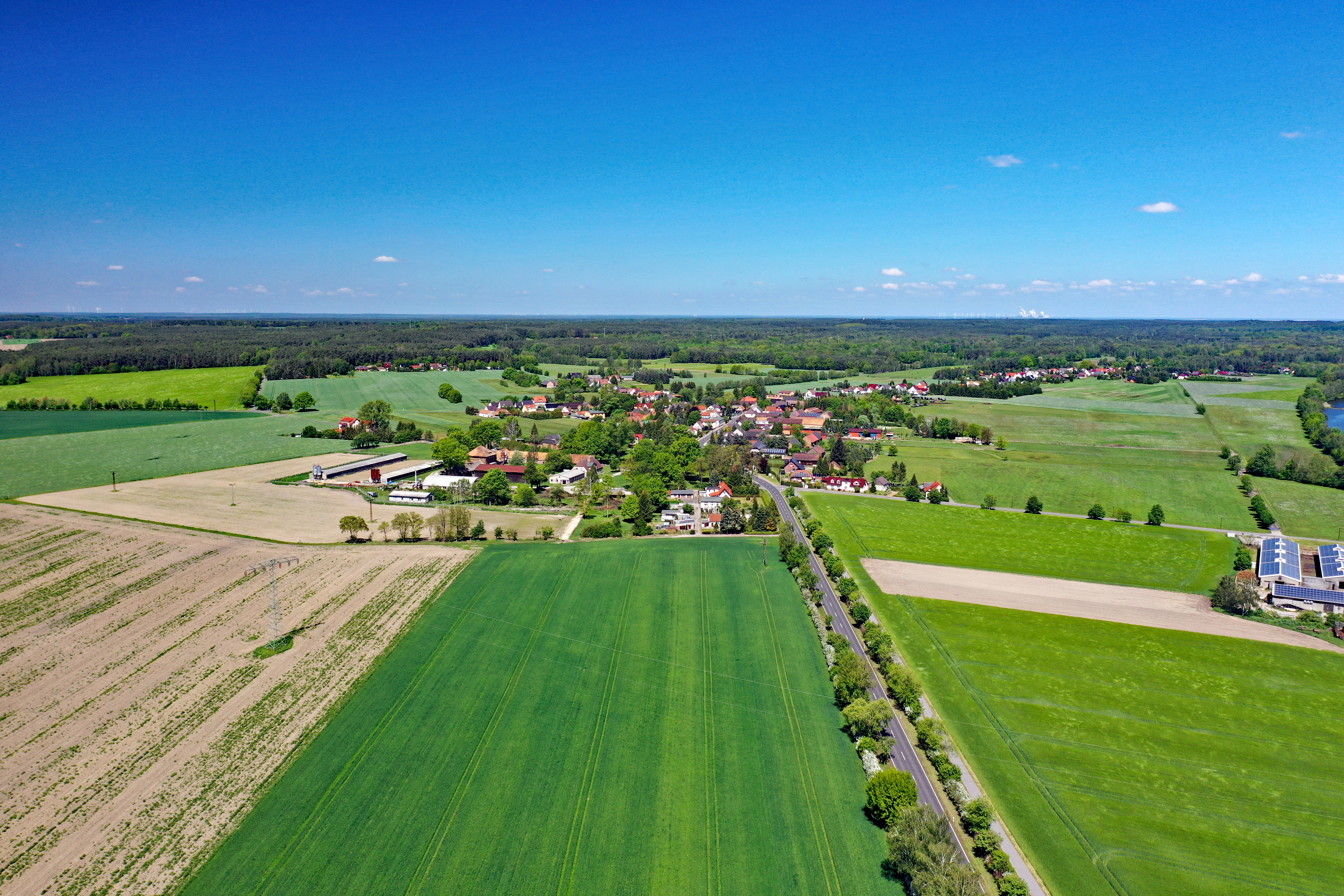
Luftbild

Die Gemeinde Groß Düben liegt im nördlichen Teil des Landkreises in einer waldreichen Gegend am Nordwestrand der Muskauer Heide. Sie liegt sieben Kilometer nordwestlich von Weißwasser/Oberlausitz und 14 Kilometer östlich von Spremberg. Die Bundesstraße 156, die diese beiden Städte verbindet, verläuft entlang der nördlichen Gemeindegrenze. Durch die Gemeinde führt die inzwischen stillgelegte Bahnstrecke Weißwasser–Forst.
Der Ort Groß Düben ragt, einer Landzunge ähnlich, in den brandenburgischen Landkreis Spree-Neiße hinein. 3,5 Kilometer östlich von Groß Düben liegt Klein Düben, drei Kilometer westlich liegt Lieskau. Entlang dieser Gemeinde-, Kreis- und Landesgrenze verläuft auch die Grenze zwischen der Ober- und der Niederlausitz.
Im Norden grenzt die Gemeinde Felixsee an Groß Düben. Daran schließen sich im Uhrzeigersinn an: Tschernitz (NO), Jämlitz-Klein Düben (O), Gablenz (O), Weißwasser (S), Trebendorf (SW), Schleife (W) und Spremberg (NW).

## Gemeindegliederung
Zur Gemeinde Groß Düben gehört neben dem namensgebenden Hauptort der Ortsteil Halbendorf (obersorbisch Brězowka).

## Geschichte

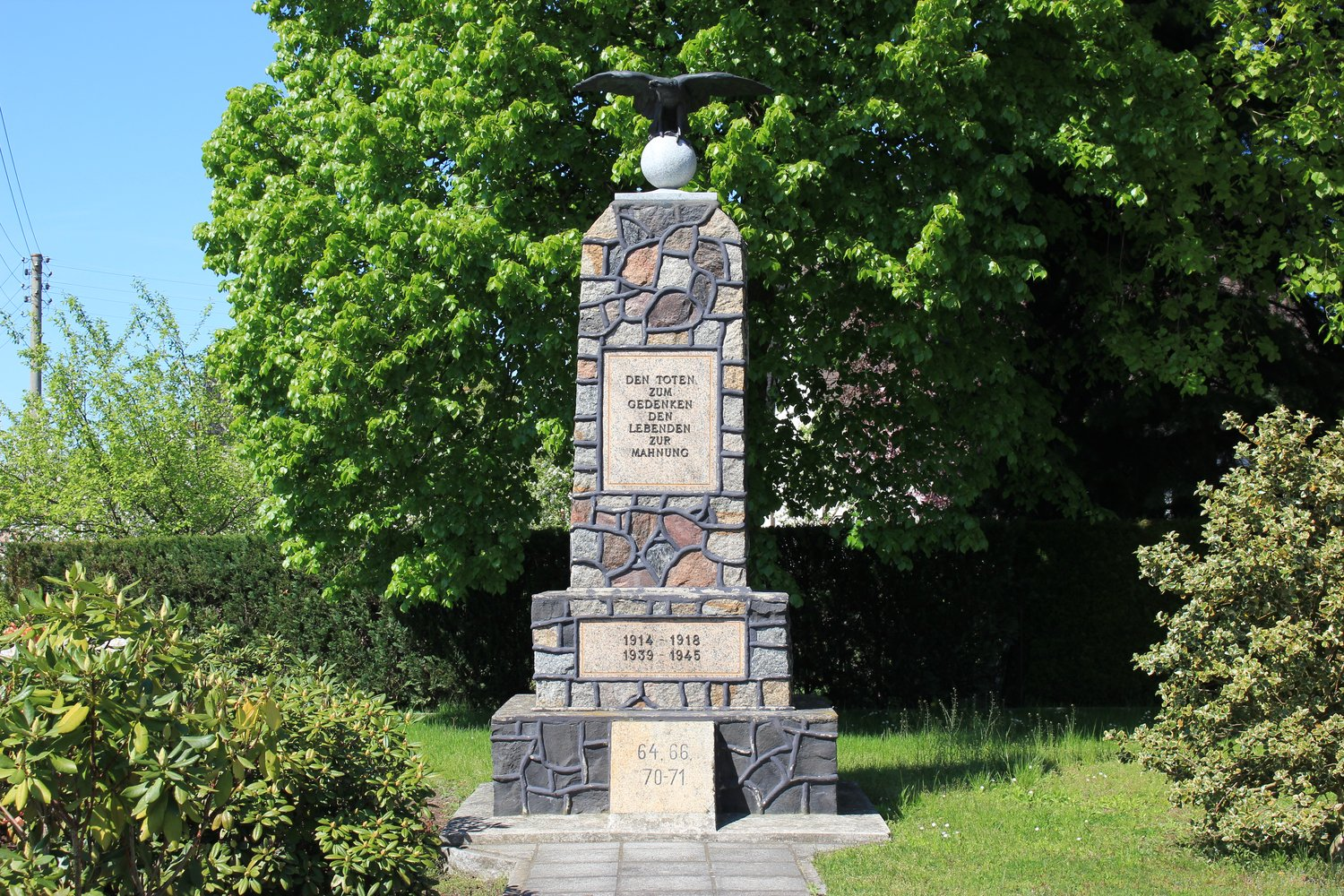
Gefallenendenkmal

Bereits zur Bronzezeit wurde die Gegend besiedelt, wie archäologische Funde belegen. Die Wiederbesiedlung fällt in die Zeit der zweiten deutschen Ostsiedlung. Die bislang älteste urkundliche Erwähnung Groß Dübens erfolgte 1464 im Urbarium der Standesherrschaft Muskau.
Der Name „Düben“ leitet sich direkt vom obersorbischen Namen Dźěwin ab, der Namenszusatz dient dabei zur Unterscheidung vom benachbarten Klein Düben (niedersorbisch Źěwink mit Verkleinerungssuffix -k). Namenforscher sind sich über den Ursprung des Namens nicht sicher. Der Name kann von einem Personennamen abgeleitet sein („Ort eines Děva“) oder auch von ‚děva‘ (Jungfrau) oder ‚dźowka‘ (Tochter) kommen.
Im Dreißigjährigen Krieg wurde in Groß Düben das Gutsschloss zerstört. Im Jahr 1836 erhielt Groß Düben eine Schule.
In der DDR wurde Groß Düben dem Kreis Weißwasser im Bezirk Cottbus zugeordnet. Nach der Wiedervereinigung kam der Ort zum Freistaat Sachsen. Groß Düben war 1995 Gründungsmitglied der Verwaltungsgemeinschaft Schleife und schloss sich zum 1. Januar 1999 mit der Gemeinde Halbendorf zusammen.
Im März 2009 legte der Ortschaftsrat Halbendorf in einer Gemeinderatssitzung einen Brief vor, in dem der Wille bekundet wird, von Groß Düben ins benachbarte Schleife umgemeindet zu werden. Für Groß Düben würde dieser Schritt höchstwahrscheinlich den Verlust der Selbständigkeit bedeuten, da der Ort mit etwa 650 Einwohnern nur wenig größer als Sachsens kleinste Gemeinde Kurort Rathen ist und die Zahl der selbständigen Gemeinden unter 1000 Einwohner in Sachsen seit der Wiedervereinigung Deutschlands auf unter 10 gesunken ist. In einem Bürgerentscheid am 25. März 2012 sprach sich die Mehrheit für die frühestmögliche Eingemeindung nach Schleife aus.

### Bevölkerung und Sprache
Für seine Statistik über die sorbische Bevölkerung in der Oberlausitz ermittelte Arnošt Muka in den achtziger Jahren des 19. Jahrhunderts eine Bevölkerungszahl von 302, darunter 292 Sorben (97 %) und zehn Deutsche. Ernst Tschernik zählte 1956 noch einen sorbischsprachigen Bevölkerungsanteil von 56,7 %. Seither ist die Zahl der Sorbisch-Sprecher weiter deutlich zurückgegangen.

## Politik

### Gemeinderat
Der Gemeinderat von Groß Düben besteht aus zwölf Mitgliedern und dem Bürgermeister. Die Gemeinderatswahl am 9. Juni 2024 führt bei einer Wahlbeteiligung von 83,5 % zu folgendem Ergebnis:
| Gemeinderat ab 2024Insgesamt 12 Sitze - WV GD: 7 - WV HD: 5 | Liste                        | 2024   | 2024   | 2019   | 2019   | 2014   | 2014   |
| Gemeinderat ab 2024Insgesamt 12 Sitze - WV GD: 7 - WV HD: 5 | Liste                        | Sitze  | in %   | Sitze  | in %   | Sitze  | in %   |
| Gemeinderat ab 2024Insgesamt 12 Sitze - WV GD: 7 - WV HD: 5 | Wählervereinigung Groß Düben | 7      | 50,1   | 7      | 51,8   | 6      | 49,5   |
| Gemeinderat ab 2024Insgesamt 12 Sitze - WV GD: 7 - WV HD: 5 | Wählervereinigung Halbendorf | 5      | 49,9   | 5      | 48,2   | 5      | 42,4   |
| Gemeinderat ab 2024Insgesamt 12 Sitze - WV GD: 7 - WV HD: 5 | CDU                          | –      | –      | –      | –      | 1      | 8,1    |
| Gemeinderat ab 2024Insgesamt 12 Sitze - WV GD: 7 - WV HD: 5 | Wahlbeteiligung              | 83,5 % | 83,5 % | 78,5 % | 78,5 % | 77,9 % | 77,9 % |

### Bürgermeister
- 1989–2022: Helmut Krautz (Wählervereinigung Groß Düben)
- seit 2022: Sebastian Bertko (parteilos)

Seit dem 1. August 2022 ist Sebastian Bertko Bürgermeister der Gemeinde Groß Düben. Er setzte sich bei der Wahl am 12. Juni 2022 mit 67,0 Prozent der Stimmen gegen seinen Amtsvorgänger Helmut Krautz durch. Die Wahlbeteiligung lag bei 79,5 Prozent.
| Wahl | Bürgermeister    | Vorschlag     | Wahlergebnis (in %) |
| ---- | ---------------- | ------------- | ------------------- |
| 2022 | Sebastian Bertko | Bertko        | 67,0                |
| 2015 | Helmut Krautz    | Krautz        | 84,1                |
| 2008 | Helmut Krautz    | WV Groß Düben | 60,8                |
| 2001 | Helmut Krautz    | WV Groß Düben | 69,4                |

## Kultur und Sehenswürdigkeiten
Die Kulturdenkmale sind in der Liste der Kulturdenkmale in Groß Düben erfasst. Südwestlich des Ortsteils Halbendorf liegt der Halbendorfer See.

## Persönlichkeiten
Die Musikerfamilie Margitta und ihre Töchter stammt aus Groß Düben.